# Stanisław Bednarek (fizyk)
Stanisław  Krzysztof  Bednarek  (ur. 1947 w Krakowie) – polski fizyk, profesor nauk fizycznych.

## Życiorys
Absolwent fizyki na Uniwersytecie Jagiellońskim z 1970. W 1977 obronił doktorat w Instytucie Fizyki PAN w Warszawie. Habilitację uzyskał w 1998 na Wydziale Fizyki i Techniki Jądrowej Akademii Górniczo-Hutniczej w Krakowie (praca Jednoelektronowe i dwuelektronowe silnie i słabo zlokalizowane stany donorowe w półprzewodnikach). W 2007 został profesorem nauk fizycznych.
Jest członkiem Komitetu Fizyki Polskiej Akademii Nauk.
Pracował nad teorią ekscytonów, oddziaływaniem elektron–fonon na półprzewodniki, teorią stanów elektronowych w kropkach kwantowych, modelowaniem potencjałów uwięzienia dla elektronów w nanourządzeniach oraz kwantowymi bramkami logicznymi.
Od 1970 jest pracownikiem AGH. Jest promotorem 5 i recenzentem 2 prac doktorskich.
Nagrodzony Nagrodą Polskiego Towarzystwa Fizycznego i Nagrodą Ministra Edukacji Narodowej (pięciokrotnie).